# (15925) Rokycany
(15925) Rokycany es un asteroide perteneciente al cinturón de asteroides, región del sistema solar que se encuentra entre las órbitas de Marte y Júpiter.
Fue descubierto el 10 de noviembre de 1997 por Lenka Šarounová desde el observatorio de Ondřejov en la República Checa.

## Designación y nombre
Designado provisionalmente como 1997 VM6, fue nombrado en honor de Rokycany una ciudad en Bohemia Occidental sobre la cual la primera evidencia escrita data de 1110. En 1947 se fundó allí un observatorio público.

## Características orbitales
(15925) Rokycany está situado a una distancia media del Sol de 2,591 ua, pudiendo alejarse hasta 2,908 ua y acercarse hasta 2,274 ua. Su excentricidad es 0,122 y la inclinación orbital 12,370 grados. Emplea 1523,06 días en completar una órbita alrededor del Sol.
Pertenece a la familia de asteroides de (15) Eunomia

## Características físicas
La magnitud absoluta de (15925) Rokycany es 13,17. Tiene 6,435 km de diámetro y su albedo se estima en 0,269.